# Schweizer Truppen in schwedischen Diensten

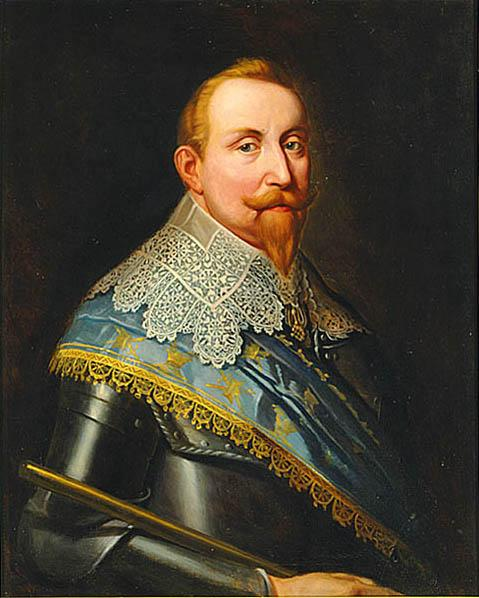
König Gustav II. Adolf von Schweden 1625

König Gustav II. Adolf von Schweden bemühte sich 1631 während des Dreissigjährigen Krieges bei der Tagsatzung vergeblich um offiziellen eidgenössischen Zuzug. Die drei Schweizer Truppen in schwedischen Diensten aus den protestantischen Kantonen kämpften ohne behördliche Kapitulation und erlitten 1634 in der Schlacht bei Nördlingen praktisch einen Totalverlust.
Schweizer Truppen in fremden Diensten hiess der von Behörden der Schweizer Eidgenossenschaft mit Staatsverträgen geregelte Solddienst von geführten, ganzen Truppenkörpern im Ausland. Diese Verträge enthielten ein Kapitel, das die militärischen Angelegenheiten regelte: die sogenannte Kapitulation (oder Privatkapitulation, wenn einer der Vertragspartner ein privater Militärunternehmer war).

## Schweiz als «Oase der Friedsamkeit und der Prosperität» im europäischen Konflikt

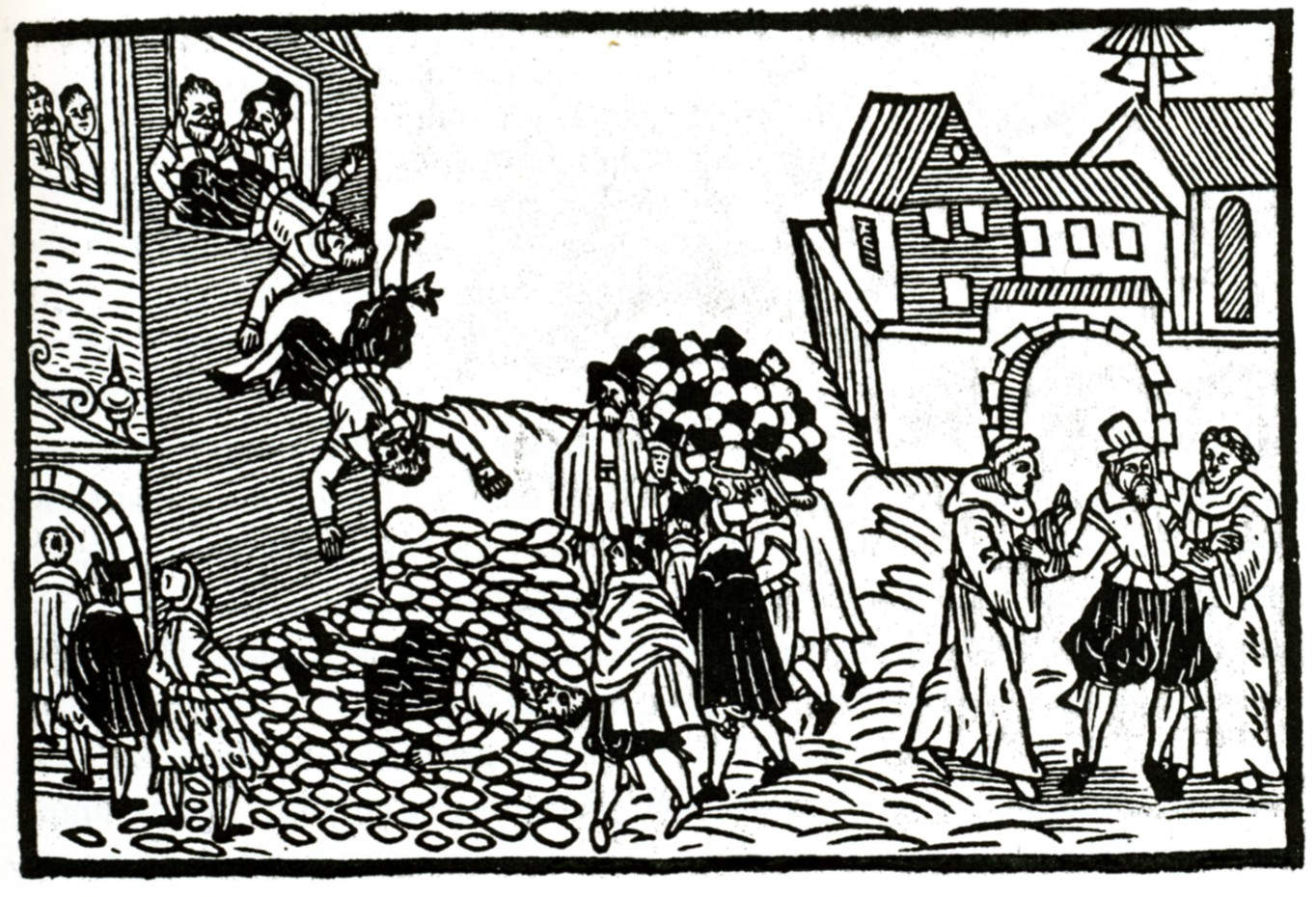
Prager Fenstersturz,
zeitgenössische Darstellung

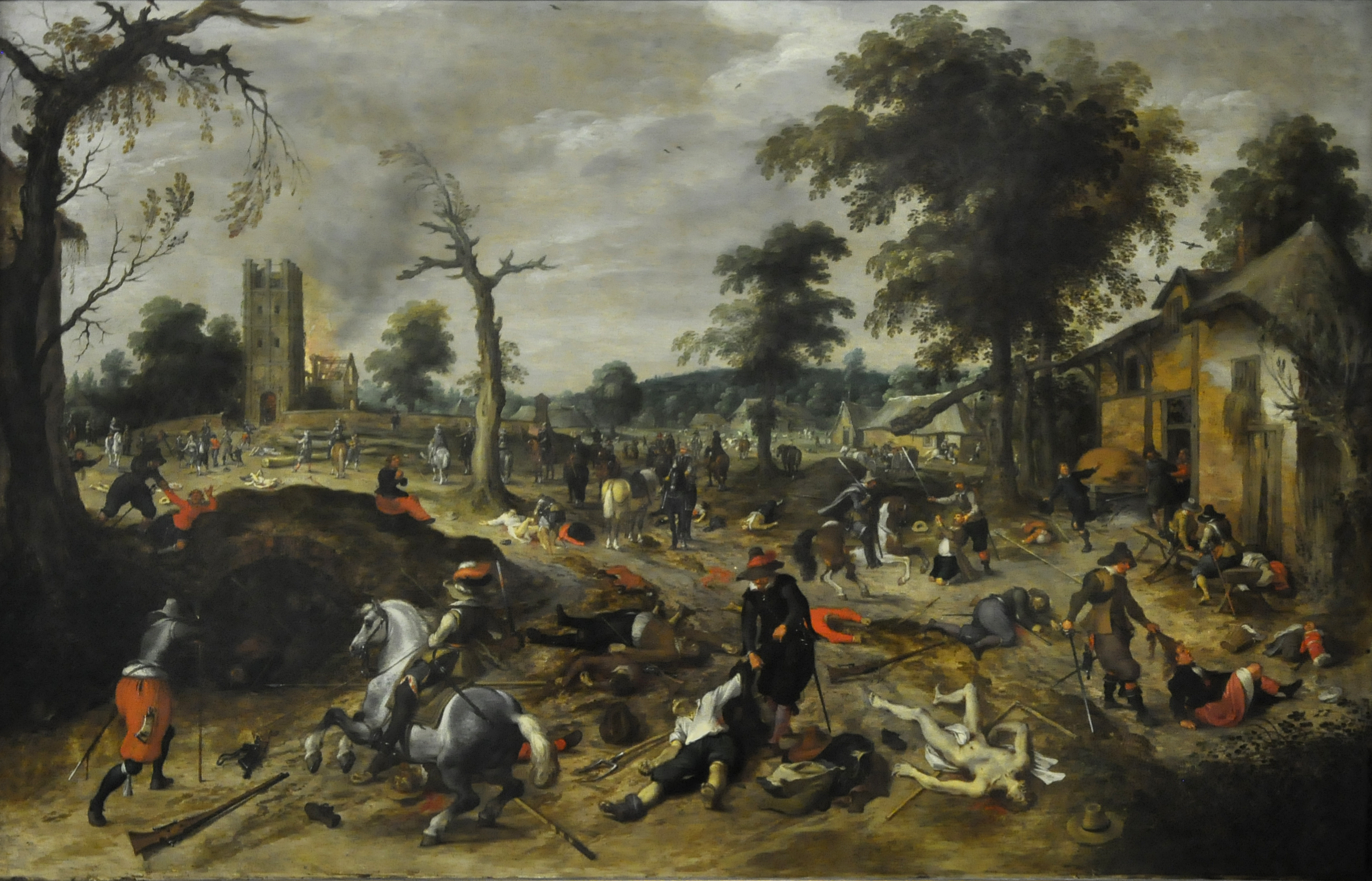
Soldaten plündern eine Stadt
Sebastian Vrancx (1573–1647)

Ein Gewaltakt gegen drei königliche Beamte 1618 in Prag löste einen Dreissigjährigen Krieg aus, der schliesslich ganz Europa erfasste und weiträumig verwüstete.
Der Konflikt entzündete sich hauptsächlich an vier Ursachen: an der religiösen Glaubensspaltung, an den Auseinandersetzungen der Reichsstände mit dem absolutistischen Kaiser, an den Rivalitäten der mächtigsten Königstümer und am andauernden Konflikt zwischen den Dynastien der Bourbonen und der Habsburger. Im blutigen Ringen um die Vormachtstellung in Europa standen sich auf der einen Seite die habsburgischen Spanien und Österreich, verbündet mit Bayern und dem mehrheitlich katholischen Deutschen Reich (der Katholischen Liga), und andererseits die protestantischen Reichsfürsten (die Protestantische Union), die Niederlande sowie Schweden, unterstützt vom katholischen (bourbonischen) Frankreich, gegenüber. Der jahrzehntelange, ganze Landstriche verheerende Krieg konnte erst 1648 im Westfälischen Frieden beendet werden.
Einzig die Schweiz (mit Ausnahme Graubündens) als Oase der Friedsamkeit und der Prosperität, wie sie Grimmelshausen in seinem Simplicius Simplicissimus bezeichnete, wurde davon verschont und sogar wirtschaftlich begünstigt.
Als 1618 der Dreissigjährige Krieg ausbrach, konnte sich die Tagsatzung der noch wenig gefestigten Eidgenossenschaft im Balanceakt zwischen den Interessen der einheimischen, politisch einflussreichen Kriegsunternehmer, den lukrativen Angeboten der ausländischen Gesandten, dem Risiko von Bruderkämpfen von Eidgenossen in feindlichen Lagern und den internen religiösen Spannungen wenigstens darauf einigen, in diesem Konflikt Neutralität zu üben. Die Ausnahmen blieben Frankreich, das weiterhin auf den Zuzug von Schweizer Truppen zählen konnte, und das individuelle Söldnerwesen.
Die einzelnen Orte hielten sich mit offenen Parteinahmen und Unterstützung für die anderen Kriegsparteien dann auch weitgehend zurück, trotz widerstrebender Interessen. Selbst dann, als bereits 1620 Graubünden, als Durchmarschgebiet der spanischen und österreichischen Habsburger, in den Krieg hineingezogen wurde. Der wirtschaftliche Aufschwung der Eidgenossenschaft als Lieferantin von Söldnern und, dank intakter Infrastruktur, von Nahrungsmitteln und Kriegsgütern (z. B. Pferden) an jeden zahlungskräftigen Staat überdeckte alle internen Gegensätze.
Ein formeller Bündnisantrag des Schwedenkönigs Gustav Adolf 1631 an die eidgenössische Tagsatzung wurde von den katholischen Ständen abgelehnt und von den vier protestantischen Orten Zürich, Bern, Basel und Schaffhausen, allerdings erst nach längeren Erwägungen und Geheimverhandlungen, schliesslich ebenfalls verworfen. Nicht nur die schwedischen Sondergesandten, erst Ritter Sadler und dann Ritter Christoph Ludwig Raschen, hatten keine Anstrengung gescheut, für das schwedische Bündnis zu werben. Auch Englands Abgesandter Oliver Flemming war bei den reformierten Orten dafür eingetreten.
Am meisten Gehör fanden die drei Diplomaten in Zürich und Bern. Deren Behörden duldeten denn auch stillschweigend die private Anwerbung von drei Schweizer Truppen für schwedische Dienste ohne offizielle Kapitulation in den Kantonen Zürich und Bern sowie in der bernischen Waadt.
Auch 1633, nach dem Tod von König Gustav II. Adolf, war die Antwort der Tagsatzung auf eine erneute Bündnisanfrage des von Schweden beauftragten Maximilian von Pappenheim, Landgraf von Stühlingen, ein Nein.
| Bezeichnung, Einsatzdauer         | (1swe) Regiment Escher 1632–1634 | |
| Jahr, Vertragspartner             | 1631, ohne Vertrag. Auf Grund des persönlichen Ehrenwortes von König Gustav II. Adolf, den gleichen Sold wie der französische König zu bezahlen, begannen erfahrene Offiziere aus führenden Familien aus Zürich, in aller Stille eine Mannschaft anzuwerben. | 1631, ohne Vertrag. Auf Grund des persönlichen Ehrenwortes von König Gustav II. Adolf, den gleichen Sold wie der französische König zu bezahlen, begannen erfahrene Offiziere aus führenden Familien aus Zürich, in aller Stille eine Mannschaft anzuwerben. |
| Bestand, Formation                | 1 Regiment von insgesamt 1'800 Mann, in 3 Bataillonen à 12 Kompanien mit 150 Mann. | 1 Regiment von insgesamt 1'800 Mann, in 3 Bataillonen à 12 Kompanien mit 150 Mann. |
| Herkunft Kader, Truppe            | Aus dem Kanton Zürich. | Aus dem Kanton Zürich. |
| Besitzer, Kommandant, Namensgeber | Oberst Johann Peter Escher vom Luchs aus Zürich. Er hatte ab 1620 im Dienste der Protestantischen Union eine Kompanie in der Armee des Grafen Mansfeld geführt und war 1628 in schwedische Dienste übergetreten. | |
| Einsatz, Ereignisse               | Das Regiment stiess 1632 in Nürnberg zum schwedischen Heer und trug in der Schlacht bei Lützen, in der König Gustav II. Adolf den Tod fand, wesentlich zum schwedischen Sieg bei. In der Schlacht bei Nördlingen 1634 hingegen wurde es unter dem Kommando von Herzog Bernhard von Sachsen-Weimar fast komplett aufgerieben. Seine kümmerlichen Reste wurden in schwedische Regimenter eingegliedert. 1650 trat Escher mit einem hauptsächlich in Deutschland angeworbenen Regiment in die Dienste Venedigs. | Das Regiment stiess 1632 in Nürnberg zum schwedischen Heer und trug in der Schlacht bei Lützen, in der König Gustav II. Adolf den Tod fand, wesentlich zum schwedischen Sieg bei. In der Schlacht bei Nördlingen 1634 hingegen wurde es unter dem Kommando von Herzog Bernhard von Sachsen-Weimar fast komplett aufgerieben. Seine kümmerlichen Reste wurden in schwedische Regimenter eingegliedert. 1650 trat Escher mit einem hauptsächlich in Deutschland angeworbenen Regiment in die Dienste Venedigs. |

| Bezeichnung, Einsatzdauer         | (2swe) Regiment Weiss 1632–1634 | |
| Jahr, Vertragspartner             | 1631, ohne Vertrag. Das mündliche Ehrenwort des in Bern hochangesehenen Königs Gustav II. Adolf, den gleichen Sold wie Ludwig XIII. zu bezahlen, genügte einigen Offizieren aus führenden Familien, die Werbung von Soldaten für den schwedischen Dienst aufzunehmen. | 1631, ohne Vertrag. Das mündliche Ehrenwort des in Bern hochangesehenen Königs Gustav II. Adolf, den gleichen Sold wie Ludwig XIII. zu bezahlen, genügte einigen Offizieren aus führenden Familien, die Werbung von Soldaten für den schwedischen Dienst aufzunehmen. |
| Bestand, Formation                | 1 Regiment von insgesamt 1'800 Mann, in 3 Bataillonen à 12 Kompanien mit 150 Mann. | 1 Regiment von insgesamt 1'800 Mann, in 3 Bataillonen à 12 Kompanien mit 150 Mann. |
| Herkunft Kader, Truppe            | Aus dem Kanton Bern. | Aus dem Kanton Bern. |
| Besitzer, Kommandant, Namensgeber | Generalmajor Samuel Weiss aus Bern. Er stammte aus einer Familie namens In Albon von Schalen (Saillon?) aus dem Wallis. Er war aus Glaubensgründen 1589 zusammen mit seinem Vater nach Bern ausgewandert und dort eingebürgert worden. 1619 begann er in Schweden eine militärische Karriere und wurde 1630 zum Generalmajor und Chef des schwedischen Kriegsrats ernannt. Die Führung des Regiments übertrug er einem Stellvertreter. Das Kommando übernahm Oberstleutnant Isaac von Treytorrens, Herr von Bavois, aus Yverdon im Kanton Bern. Isaac folgte 1632 seinen beiden Onkeln nach Skandinavien. Beide hatten, fasziniert von den militärischen Erfolgen König Karls II. Gustav, 1631 nach einer militärischen Laufbahn in Dänemark in schwedische Dienste gewechselt: Franz von Treytorrens wurde dort Generalleutnant und Chef der Artillerie, sein Bruder Albert führte ein von ihm selber in Deutschland ausgehobenes Kavallerieregiment. | |
| Einsatz, Ereignisse               | Das Regiment trug 1632 in der Schlacht bei Lützen, in der König Gustav II. Adolf den Tod fand, wesentlich zum schwedischen Sieg bei. In der Schlacht bei Nördlingen 1634 hingegen erlitt es unter dem Kommando von Herzog Bernhard von Sachsen-Weimar praktisch einen Totalverlust. Die Trümmer wurden in schwedische Regimenter eingegliedert. Treytorrens hob 1635 im Elsass bereits wieder ein Regiment für Herzog Bernhard von Sachsen-Weimar aus. Weiss quittierte 1635 den Dienst in Schweden und kehrte nach Bern zurück. 1658 hob sein Sohn gleichen Namens erneut ein Regiment aus, diesmal für Venedig. | Das Regiment trug 1632 in der Schlacht bei Lützen, in der König Gustav II. Adolf den Tod fand, wesentlich zum schwedischen Sieg bei. In der Schlacht bei Nördlingen 1634 hingegen erlitt es unter dem Kommando von Herzog Bernhard von Sachsen-Weimar praktisch einen Totalverlust. Die Trümmer wurden in schwedische Regimenter eingegliedert. Treytorrens hob 1635 im Elsass bereits wieder ein Regiment für Herzog Bernhard von Sachsen-Weimar aus. Weiss quittierte 1635 den Dienst in Schweden und kehrte nach Bern zurück. 1658 hob sein Sohn gleichen Namens erneut ein Regiment aus, diesmal für Venedig. |

| Bezeichnung, Einsatzdauer         | (3swe) Freikorps Gingins 1634 | |
| Jahr, Vertragspartner             | 1634 | 1634 |
| Bestand, Formation                | Keine Angaben. | Keine Angaben. |
| Herkunft Kader, Truppe            | Aus der bernischen Waadt. Als Offiziere waren Hauptmann Doxat von Yverdon und die Leutnants Warnery von Morges, d’Arbonnier, Bourgeois und Monney aus Orbe und Crinzoz von Cottens beteiligt.                              | Aus der bernischen Waadt. Als Offiziere waren Hauptmann Doxat von Yverdon und die Leutnants Warnery von Morges, d’Arbonnier, Bourgeois und Monney aus Orbe und Crinzoz von Cottens beteiligt.                          |
| Besitzer, Kommandant, Namensgeber | Albert von Gingins aus La Sarraz. Die Gingins waren eine ursprünglich savoyische Adelsfamilie, die 1536 bei der bernischen Eroberung der Waadt durch Unterwerfung und Geldzahlungen unbeschadet die Seite wechseln konnte. | |
| Einsatz, Ereignisse               | Das Freikorps Gingins befand sich in der Schlacht bei Nördlingen unter den circa 5'000 Mann Schweizer Truppen in der schwedischen Armee unter Herzog Bernhard von Sachsen-Weimar, die fast komplett vernichtet wurden.     | Das Freikorps Gingins befand sich in der Schlacht bei Nördlingen unter den circa 5'000 Mann Schweizer Truppen in der schwedischen Armee unter Herzog Bernhard von Sachsen-Weimar, die fast komplett vernichtet wurden. |

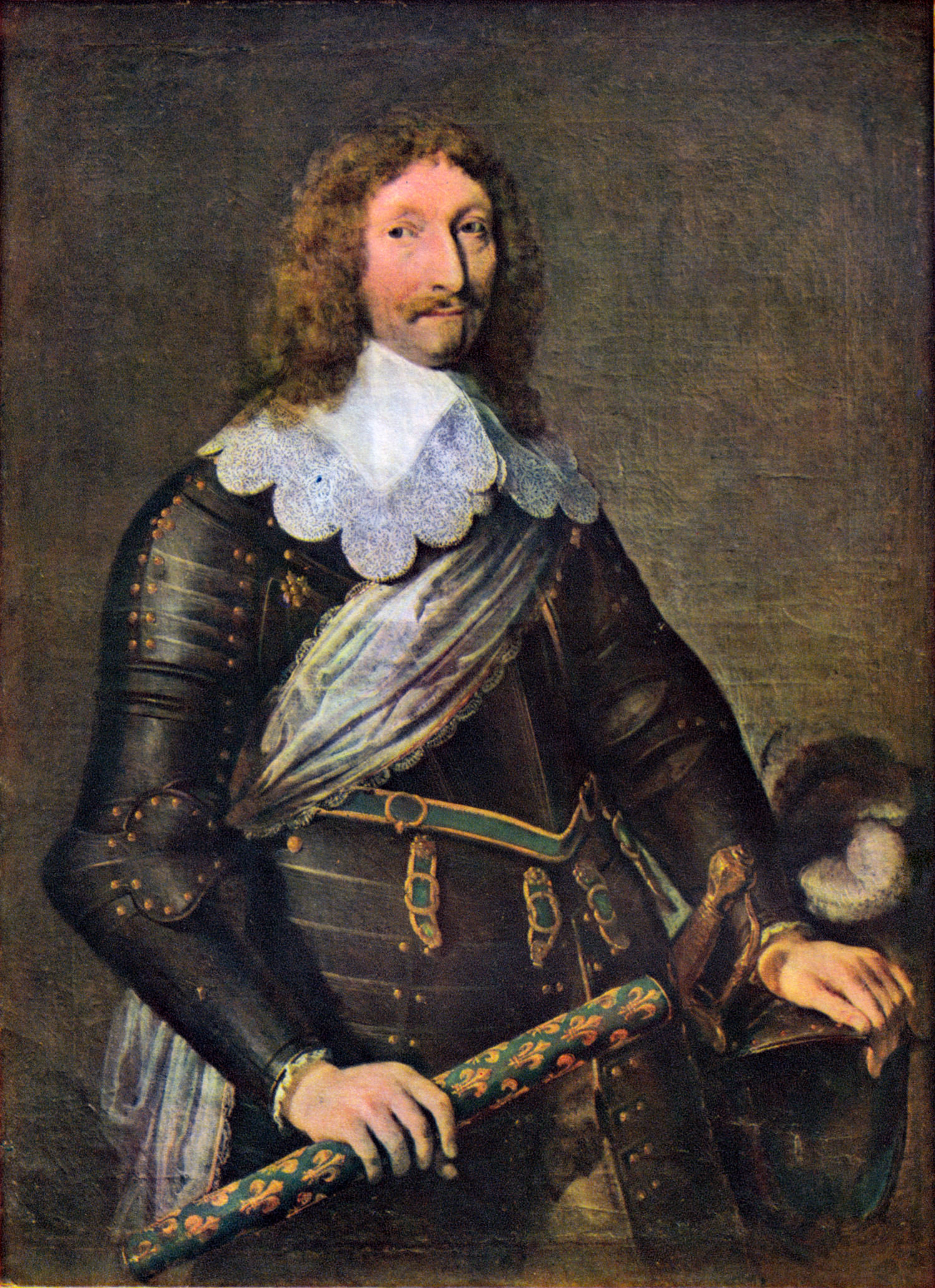
Johann Ludwig von Erlach

Der Eintritt 1630 von Schweden in den Krieg und der nachfolgende rasche Vorstoss des königlichen Heeres von der Ostseeküste in Pommern bis nach Süddeutschland wendeten den militärischen Erfolg von der katholischen auf die reformierte Seite.
Kaiser Ferdinand II. hatte bereits 1630 den ersten seiner überragenden Feldherren, General Wallenstein, auf Druck der Reichsfürsten entlassen und verlor den zweiten, General Tilly, 1632 durch dessen Tod. Die katholische Partei wurde dadurch entscheidend geschwächt.
Der eindrückliche schwedische Siegeszug wurde, trotz des Todes von König Gustav II. Adolf 1632 in der Schlacht bei Lützen, erst zwei Jahre später durch die Niederlage in der Schlacht bei Nördlingen unterbrochen. Sie veranlasste jedoch Frankreich zur Intervention.
Ludwig XIII. finanzierte nun das protestantische Heer von Herzog Bernhard von Sachsen-Weimar und ergänzte es unter französischem Oberkommando mit eigenen Truppen. Frankreich war zwar katholisch, aber auf Gebietszuwachs am Oberrhein auf Kosten Habsburgs bedacht.
Das Kriegselend wurde dadurch nochmals um über ein weiteres Jahrzehnt verlängert, bis 1648 ein Flankenangriff einer vom Berner Generalleutnant Johann Ludwig von Erlach geführten Truppe die Schlacht bei Lens zu Gunsten der Franzosen entschied.
Dieser Sieg, als Schlüsselereignis, führte schliesslich zum Durchbruch der bereits seit fünf Jahren andauernden Verhandlungen zum Westfälischen Frieden und endlich zum Ende des Dreissigjährigen Krieges.

## Das Defensionale von Wil 1647 und weitere Folgen für die Schweiz
Als in den 1630er Jahren im Nordwesten der Eidgenossenschaft mehrmals Grenzverletzungen durch Truppen beider Kriegsparteien erfolgten, konnten sich die dadurch insbesondere betroffenen protestantischen Orte nicht mit der katholischen Mehrheit in der Tagsatzung auf eine gemeinsame Verteidigung des eidgenössischen Territoriums einigen. Ein Versuch Berns, seine Grenze mit Söldnern zu schützen, scheiterte kläglich an den Kosten und an der Zügellosigkeit der angeworbenen Truppe.

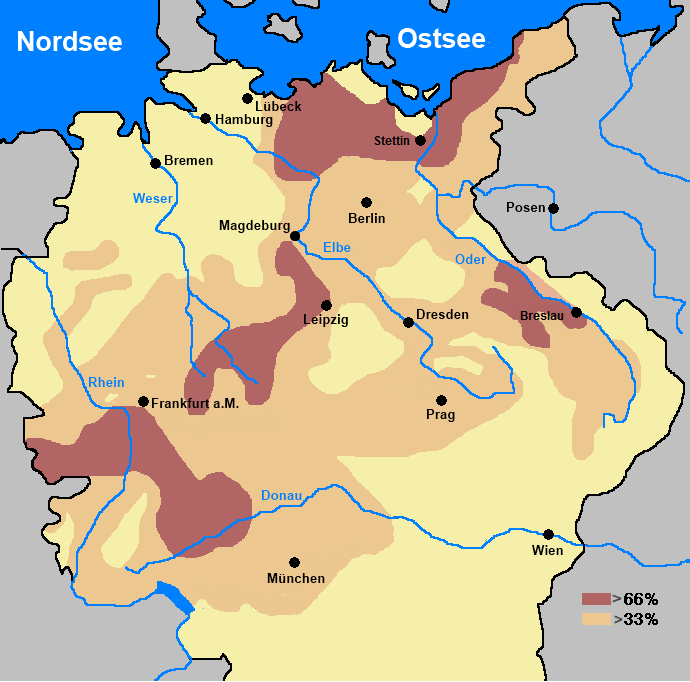
Bevölkerungsrückgang im Dreissigjährigen Krieg

Erst 1646 löste ein schwedischer Vorstoss an den Bodensee durch den Thurgau (eine gemeine Herrschaft der sieben regierenden Orte ohne Bern) dann doch eine gesamteidgenössische Verteidigungsaktion aus. 1647 schuf die Tagsatzung mit dem Defensionale von Wil einen gemeinsamen eidgenössischen Kriegsrat und ein Bundesheer von 36'000 Mann.
Im Westfälischen Frieden erreichte Bürgermeister Johann Rudolf Wettstein aus Basel 1648 aus eigenem Antrieb und praktisch im Alleingang die Loslösung der Schweiz aus dem Verband des Heiligen Römischen Reiches Deutscher Nation.
Ein minimaler Konsens, pragmatisches Handeln und einiges Glück hatten der Schweiz fast unbeschadet über den Dreissigjährigen Krieg hinweggeholfen. Sie hatte auch eine grosse Menge von Glaubensflüchtlingen aufgenommen, besonders die exponierten Kantone Waadt und Basel. Aber auch im (heute aargauischen) Freiamt fanden bei damals fast zehnmal kleinerer Bevölkerungszahl beispielsweise etwa 7'000 Emigranten, die meisten für immer, eine grosszügige Aufnahme.
Die Themen Neutralität, Landesverteidigung und religiöse Toleranz drangen zum ersten Mal ins Bewusstsein der Schweizer Elite und blieben von da an, mit wechselnder Interpretation, Schlüsselbegriffe der schweizerischen Politik.
Der jähe Konjunktureinbruch nach Kriegsende zeitigte jedoch auch rasch negative Folgen.
In den 1650er Jahren brach der Bauernkrieg aus und entluden sich die aufgestauten religiösen Spannungen im Ersten Villmergerkrieg.
Als sogar Hungersnöte auftraten und Armut und Elend um sich griffen, wurden die durch den Krieg weitgehend entvölkerten Landstriche im Elsass, in Süddeutschland und in Ostpreussen bevorzugte Einwanderungsgebiete für schweizerische Bauernfamilien.